# Мотовилівська волость (Полонський повіт)
Мотовилівська волость — історична адміністративно-територіальна одиниця Житомирського та Полонського повітів Волинської губернії з центром у селі Мотовилівка.
Станом на 1885 рік складалася з 8 поселень, 9 сільських громад. Населення — 7894 осіб (3882 чоловічої статі та 4012 — жіночої), 893 дворових господарств.
|                     | Площа, десятин | У тому числі орної, дес. |
| ------------------- | -------------- | ------------------------ |
| Сільських громад    | 6223           | 5385                     |
| Приватної власності | 7928           | 5623                     |
| Казенної власності  | —              | —                        |
| Іншої власності     | 255            | 196                      |
| Загалом             | 14406          | 11204                    |

Основні поселення волості:
- Мотовилівка — колишнє власницьке село при річці Тростяниця за 40 верст від повітового міста, 1065 осіб, 157 дворів, православна церква, школа, постоялий будинок, 2 водяних і 3 вітряних млини.
- Авратин — колишнє власницьке село, 591 особа, 80 дворів, православна церква, постоялий будинок, водяний і 3 вітряних млини.
- Велика Волиця — колишнє власницьке село, 1307 осіб, 191 двір, православна церква, католицька каплиця, 2 постоялих будинки, лавка, 8 вітряних млин, винокурний завод.
- Гринівці — колишнє власницьке село при річці Случ, 468 осіб, 59 дворів, православна церква, постоялий будинок.
- Кириївка — колишнє власницьке село, 453 особи, 68 дворів, православна церква, 2 вітряних млини.
- Малий Браталів — колишнє власницьке село, 782 особи, 124 двори, православна церква.
- Пединки — колишнє власницьке село при річці Случ, 899 осіб, 107 дворів, православна церква, школа, постоялий будинок, водяний млин.
- Семенівка — колишнє власницьке село, 650 осіб, 65 дворів, православна церква, 4 вітряних млини.

У березні 1921 року увійшла до складу новоствореного Полонського повіту Волинської губернії. В 1923 року на території волості утворено Авратинську, Велико-Волицьку, Гриновецьку, Мало-Браталівську, Мотовилівську та Падинецьку сільські ради.
Ліквідована 7 березня 1923 року, відповідно до постанови Всеукраїнського ЦВК «Про адміністративно-територіяльний поділ Волині», територію та населені пункти включено до складу новоствореного Любарського району Волинської округи.